# 868. grenadirski polk (Wehrmacht)
868. grenadirski polk (izvirno nemško 868. Grenadier-Regiment; kratica 868. GR) je bil pehotni polk Heera v času druge svetovne vojne.

## Zgodovina
Polk je bil ustanovljen 1. maja 1943 iz delov 157. rezervne divizije za potrebe 356. pehotne divizije.
12. septembra 1943 je bil polk razpuščen.